# William Vandivert
William Vandivert (16 de agosto de 1912-1 de diciembre de 1989) es un fotógrafo estadounidense, miembro fundador de la agencia Magnum.
Nació en Evanston, Illinois, EE. UU. y estudió Química y Arte; empezó a hacer fotos en 1935 para el Herald Examiner de Chicago. En 1938 se trasladó a Europa para trabajar como fotógrafo para la revista Life. Durante la Segunda Guerra Mundial siguió trabajando en Europa, donde conoció a Robert Capa. Éste le transmite su idea de crear una agencia de fotografía y juntos fundan la agencia Magnum. Sin embargo, tanto él como su esposa Rita Vandivert dejan la agencia un año después para permanecer como fotógrafos independientes.
- Datos: Q1483880